# Louis Sigurd Fridericia
Louis Sigurd Fridericia (* 24. Februar 1881 in Kopenhagen; † 26. Februar 1947) war ein dänischer Hygieniker.

## Leben
Fridericia studierte an der Universität Kopenhagen und wurde dort 1906 promoviert. Er setzte seine Studien bei Christian Bohr in Kopenhagen bei Ernst Leopold Salkowski in Berlin sowie bei Georges Dreyer und Francis Gotch an der Oxford University fort. Er habilitierte sich 1910 und wurde 1918 zum Professor für Hygiene ernannt. Nach dem Einmarsch der Nazis in Dänemark musste Fridericia sich verstecken und wurde 1943 von Freunden in einem Fischerboot nach Schweden geschmuggelt. Von dort kam er nach London, wo er bis zur Befreiung seines Heimatlandes lebte. Er war mit der Geigerin Karen Gelder Fridericia verheiratet, die während des Zweiten Weltkrieges in der dänischen Brigade diente und ein paar Tage nach ihrer Rückkehr ins befreite Dänemark verstarb.

## Fridericia-Formel
Die Fridericia-Formel ist eine empirisch ermittelte mathematische Gleichung zur Berechnung der physiologischen QT-Zeit bei verschiedenen Herzfrequenzen bzw. zur Berechnung der frequenzkorrigierten QT-Zeit (QTc) im Elektrokardiogramm.